# Anatole Abragam
Anatole Abragam (15 de desembre de 1914 - 8 de juny de 2011) fou un físic francès que escrigué Principis del magnetisme nuclear, i que ha fet contribucions significatives en el camp de la ressonància magnètica nuclear. És originari de Rússia, tot i que la seva família emigrà a França el 1925.
Després d'haver estudiat a la Universitat de París (1933-1936), lluità a la Segona Guerra Mundial. Després de la guerra, reprengué els seus estudis a l'École supérieure d'électricité i posteriorment obtingué el seu Ph.D. a la Universitat d'Oxford el 1950 sota la supervisió de Maurice Pryce. El 1976 fou nomenat membre honorari dels col·legis Merton i Jesus de la Universitat d'Oxford. Des del 1960 al 1985 treballà com a professor al Collège de France. Fou premiat amb la Medalla Lorentz el 1982.